# آتاكنت (أديامان)
آتاكنت (بالتركية: Atakent)‏ هي تتبع إداريّاً لمديرية أديامان في محافظة أديامان التركية الواقعة في جنوب شرق الأناضول. وبلغ عدد سكانها 729 نسمة في عام 2021.